# 1514 en musique classique
| \| • Retour à la chronologie générale de la musique classique • \| |
| Grèce • Rome • Haut Moyen Âge • VIIIe siècle • IXe siècle • Xe siècle • XIe siècle XIIe siècle • XIIIe siècle • XIVe siècle • XVe siècle • XVIe siècle • XVIIe siècle XVIIIe siècle • XIXe siècle • XXe siècle • XXIe siècle |
| • Retour à la chronologie générale de la musique classique • |

| Années en musique classique : 1511 - 1512 - 1513 - 1514 - 1515 - 1516 - 1517    |
| Décennies en musique classique : 1480 - 1490 - 1500 - 1510 - 1520 - 1530 - 1540 |

## Naissances

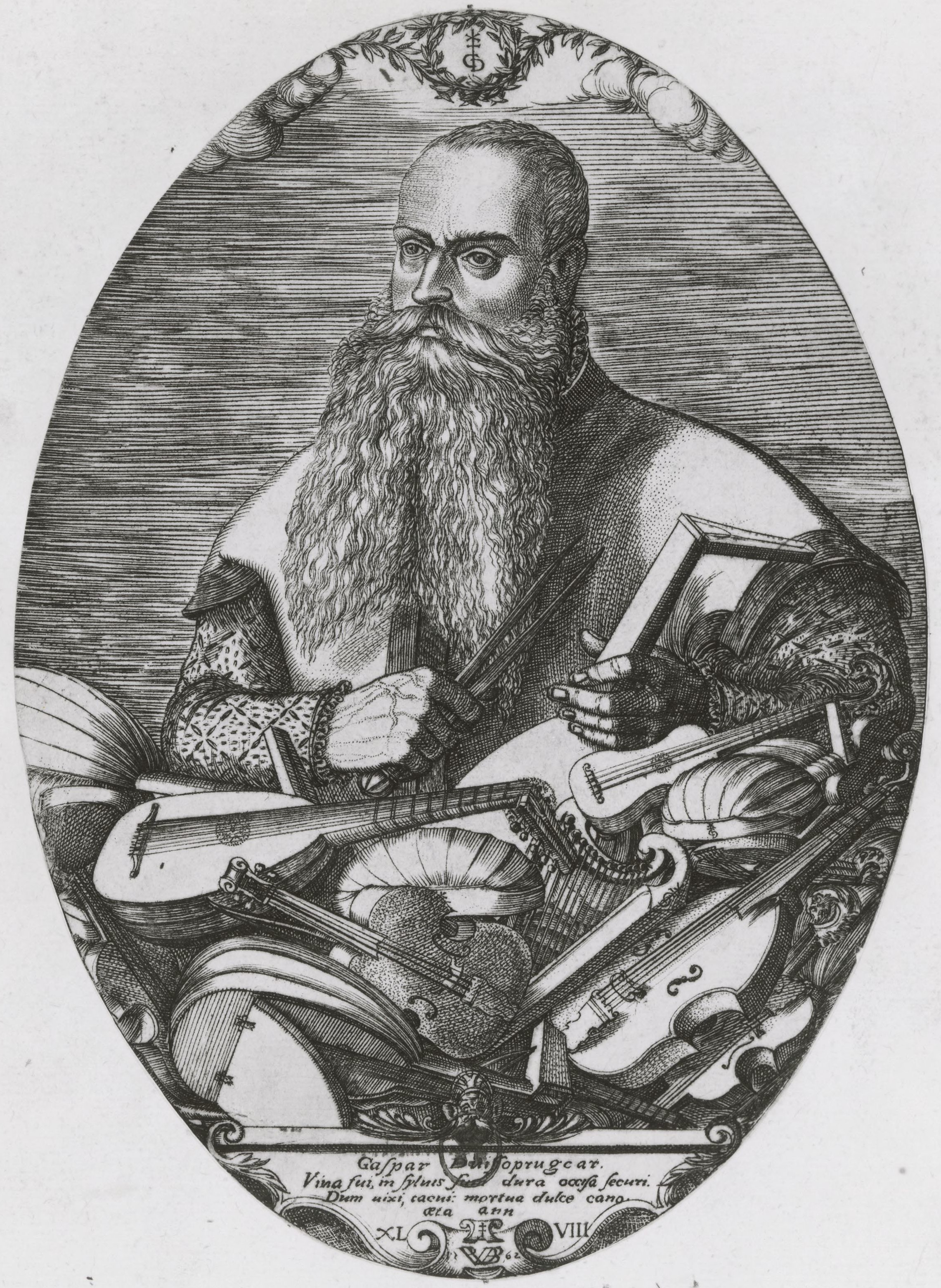
Gasparo Duiffopruggar

vers 1514 : Gasparo Duiffopruggar, luthier allemand († 16 décembre 1571).

## Décès
- Paulus de Roda, compositeur franco-flamand (° vers 1450-1460).

Vers 1514 :
- Johannes Prioris, compositeur et chanteur franco-flamand (° vers 1460).